# (35143) Harimoto
(35143) 1992 UF1 est un astéroïde de la ceinture principale découvert en 1992.

## Description
(35143) 1992 UF1 a été découvert le 19 octobre 1992 à l'observatoire de Kitami, situé à l'est d'Hokkaidō (Japon), par Masayuki Yanai et Kazuro Watanabe.

### Caractéristiques orbitales
L'orbite de cet astéroïde est caractérisée par un demi-grand axe de 2,41 ua, un périhélie de 1,88 ua, une excentricité de 0,22 et une inclinaison de 8,08° par rapport à l'écliptique. Du fait de ces caractéristiques, à savoir un demi-grand axe compris entre 2 et 3,2 ua et un périhélie supérieur à 1,666 ua, il est classé, selon la JPL Small-Body Database, comme objet de la ceinture principale.

### Caractéristiques physiques
(35143) 1992 UF1 a une magnitude absolue (H) de 14,2 et un albédo estimé à 0,258.